# 畹町鎮
畹町鎮（えんちょうちん、簡体字:畹町镇、北京語発音：ワンティンチェン、徳宏語で"上空に輝く太陽"の意味、英語:Wanding Town）は中国雲南省瑞麗市に位置する国境の町である。
畹町鎮は1932年に創立され第二次世界大戦の援蒋ルートのビルマ公路の経由地であった。

## 地理
畹町川に面する畹町鎮の面積は103 km2 (40 sq mi)で人口は13,906人である。昆明からは850km離れており、最寄りの空港は芒市の徳宏芒市空港である。畹町鎮には国境検問所があり、国境を越え南に進むとミャンマーのパンサンがある。

## 行政区域
畹町鎮には以下の3つの社区と3つの村がある。
- 建設路社区
- 民主街社区
- 和平街和国防街社区
- 芒棒村
- 混板村
- 新合村